# 霍建華
霍 建華（ウォレス・フォ、Wallace Huo、1979年12月26日 - ）は、台湾台北市出身の俳優、歌手。

## 人物・経歴
CMモデルを経て、2002年に『STAR 摘星』（原題『摘星』）で、台湾で俳優デビューし、甘いマスクでたちまち人気者になった。2004年には『天下第一』で武俠ドラマに初挑戦し、孤高な武術の達人を好演。2005年の香港映画『愛さずにいられない』（原題『做頭』）では人妻との禁断の愛を大胆に演じ、アイドルらしからぬ存在感を発揮した。
その後、活躍の場を中国に移し、数々の作品に出演。美しく繊細な容貌は恋に悩むナイーブな青年がぴったりだが、『四人の義賊 一枝梅』（原題『怪俠一枝梅』、2010）ではタフな無頼漢、『月下の恋歌 笑傲江湖』（原題『笑傲江湖』）ではやんちゃな青年と、どんな役もさらりとこなした。時代劇で次々とヒットを飛ばし、恋愛時代劇『金蘭良縁』（原題『金玉良縁』、2013）では主役兼プロデューサーを務め、視聴者から圧倒的な支持を得た。
2015年6月9日より放送された『花千骨 〜舞い散る運命、永遠の誓い〜』（原題『花千骨』）では白子画を熱演し、インターネット放送上でのアクセス回数が200億回を突破し、史上最高視聴率のテレビドラマとなったほか、テレビドラマ週間最高視聴率、関連産業収入記録（ゲーム収入を含む）と合計3つの記録を塗り替えた。同年に放送されたドラマ『他来了，請閉眼』では、クールでセクシーな犯罪心理専門家・薄靳言を演じ、2015年12月11日、「中国新聞週刊」（China Newsweek）において、「2015年度中国に最も影響を与えた人物（エンターテイメント部門）」を受賞し、中国トップクラスの演技派俳優の地位を不動のものにした。
2016年7月31日、女優ルビー・リン（林心如）とバリ島で挙式した。
2018年、『如懿伝 〜紫禁城に散る宿命の王妃〜』（原題『如懿传』）に出演（乾隆帝(愛新覚羅・弘暦)役）。

## 出演

### テレビドラマ
- 摘星（2002）- 夏淵橋 役
- 美麗俏佳人（2003）- 傅立恒 役
- 麻辣鮮師（2003）- 霍建斉 役（特別出演）
- 我的秘密花園（2003）- 霍建華 役（特別出演）
- イルカ湾の恋人（原題『海豚湾恋人』、2003）- 鍾暁剛 役
- 西街少年 〜westside story〜（原題『西街少年』、2003）- 邢望 役
- ふたりのお嬢様!!（原題『千金百分百』、2004）- ウエシャン 役
- 天下第一（原題『天下第一』、2005）- 帰海一刀 役
- 風塵三俠之紅払女（2005）- 李靖 役
- 夢醒漓江（2006）- 沈崇宇 役（特別出演）
- 地下鉄（メトロ）の恋（原題『地下鉄』、2006）- ユンシャン 役
- 屋根の上のエメラルド（原題『屋頂上的緑宝石』、2006）- ニェンチョン 役
- 武十郎（2007）- 李亜寿 役
- 臙脂雪（2008）- 夏雲開 役
- 愛情占線（2008）- 陸雲飛 役
- 現代美女（2008）- 楊光 役
- 君にささげる花火（原題『傷城之恋』、2008）- フェイ 役
- 仙剣奇俠伝三（2009）- 徐長卿、顧留芳、林業平 役
- 新一剪梅（英語版）（2010）- 趙時俊 役
- 唐琅探案（2010）- 唐琅 役
- 一一向前衝（2010）- 曹硯 役
- 四人の義賊 一枝梅（原題『怪俠一枝梅』、2010）- 離歌笑 役
- 傾城の皇妃 〜乱世を駆ける愛と野望〜（原題『傾世皇妃』、2011）- リウ・レンチョン（劉連城） 役
- 感動生命（2012）- 韓子航 役
- 刑名師爺（2012）- 孟天楚 役
- 月下の恋歌 笑傲江湖（原題『笑傲江湖』、2013）- 令狐冲、楊蓮亭 役
- 金蘭良縁（原題『金玉良縁』、2014）- 金元宝 役（兼プロデューサー）
- トキメキ!弘文学院（原題『犀利仁師』、2014）- 李大人 役（特別出演）
- 戦長沙（2014）- 顧清明 役
- 鏢門 Great Protector（原題『鏢門』、2014）- 劉安順 役
- 花千骨 〜舞い散る運命、永遠の誓い〜（原題『花千骨』、2015）- 白子画 役
- 他来了，請閉眼（2015）- 薄靳言 役
- 女医明妃伝〜雪の日の誓い〜（原題『女医明妃伝』、2016）- 朱祁鎮（明英宗） 役
- 如懿伝 〜紫禁城に散る宿命の王妃〜（原題『後宮如懿伝』、2017） - 乾隆帝（愛新覚羅・弘暦） 役

### 映画
- 愛さずにいられない（原題『做頭』、2005） - 阿華 役
- 変身契約（2009）- 麦哲倫 役
- 超時空救兵（2012）- 楊志昂 役
- 情敵蜜月（2015）- 許黙 役
- 真相禁区（2016）- 仇楽、謝天佑 役
- 逆時営救（2016）- 崔琥 役
- 28歳未成年（2016）- 茅亮 役
- 隠れ鬼（原題『捉迷蔵』、2016、日本ではNetflixで配信） - 張家偉 役
- 明月幾時有（2017）- 李錦栄 役
- リセット 決死のカウントダウン（原題『逆時営救』、2017） - ツイフー 役

### CD
- ドラマ『摘星』サウンドトラック（2002）
- 開始 （SONY MUSIC 2004デビュー、2016再発行）

### シングル
- 不可説（ドラマ『花千骨』主題歌）2015
- 好時光（ドラマ『金蘭良縁』主題歌）2014
- 我会記得你（ドラマ『戦長沙』主題歌）2014
- 逍遥 （ドラマ『月下の恋歌 笑傲江湖』主題歌）2013
- 傾世（ドラマ『傾城の皇妃 〜乱世を駆ける愛と野望〜』挿入歌）2011
- 天使的翅膀　2007
- 你的第一（ドラマ『天下第一』主題歌）2005
- 那時候（ドラマ『天下第一』挿入歌）2005
- Somebody（ドラマ『ふたりのお嬢様!!』挿入歌）2003
- 傘下的幸福（ドラマ『我的秘密花園』挿入歌）2003

## CM起用
- 2015年9月より、プロクター・アンド・ギャンブル(P&G)の子会社であるP&Gマックスファクター合同会社が販売する化粧品ブランドプSK-II（エスケーツー）の中国CMキャラクターとして起用される。霍建華は「SK-II霍建華北京媒体見面会」において、SK-IIとの提携は「理念が一致している」と明らかにした。
- 2016年3月より、HUGO BOSS “Man of Today” の中国CMキャラクターとして起用される。

## 書籍

### 写真集
- Fresh look（2003年8月、尖端）ISBN 957102774X
- 釀愛（2005年1月、柏室）ISBN 9868075165